# Ted Hibberd
Thomas E. Hibberd, dit Ted Hibberd, (né le 22 avril 1926 à Ottawa au Canada et mort le 10 mai 2017 dans la même ville) est un joueur canadien de hockey sur glace. Lors des Jeux olympiques d'hiver de 1948 disputés à Saint Moritz il remporte la médaille d'or.

## Palmarès
- médaille d'or aux Jeux olympiques de Saint Moritz en 1948